# Kostel svaté Alžběty (Blažejov)
Kostel svaté Alžběty v Blažejově je filiální kostel římskokatolické farnosti Strmilov a kulturní památka České republiky.
První písemná zmínka o zdejším kostele pochází z roku 1359. Původní kostel byl postaven v raně gotickém slohu. V letech 1863 až 1864 byl kostel radikálně přestaven, a to v novogotickém slohu. Z původní stavby se dochovalo zdivo v dolní části věže a kamenný, hrotitý, profilovaný portál tamtéž. V letech 1916 a 1917 byly tři zdejší zvony, které pocházely z roku 1755, zrekvírovány. V roce 1926 byly pro tento kostel zhotoveny čtyři zvony od českobudějovického zvonaře Pernera.
Zařízení kostela je novodobé. Obraz na hlavním oltáři namaloval Franz Leo Ruben. Varhany od vídeňského varhanáře Karla Hesse pocházejí z roku 1864.